# قائمة رؤساء مجلس الشورى البحريني
رئيس مجلس الشورى البحريني هو أحد رؤساء السلطة التشريعية في مملكة البحرين ووفقاً للدستور يعين الملك رئيس مجلس الشورى ويعفيه من منصبه بأمر ملكي ، الرئيس الحالي لمجلس الشورى هو علي صالح الصالح منذ 15 ديسمبر 2006

## قائمة رؤساء مجلس الشورى البحريني
|   | الأسم                    | بداية الفترة   | نهاية الفترة   |
| - | ------------------------ | -------------- | -------------- |
| 1 | إبراهيم محمد حميدان      | 27 ديسمبر 1992 | 14 فبراير 2002 |
| 2 | الدكتور فيصل رضي الموسوي | 14 ديسمبر 2002 | 14 ديسمبر 2006 |
| 3 | علي صالح الصالح          | 15 ديسمبر 2006 | حتى الآن       |